# Armée sassanide

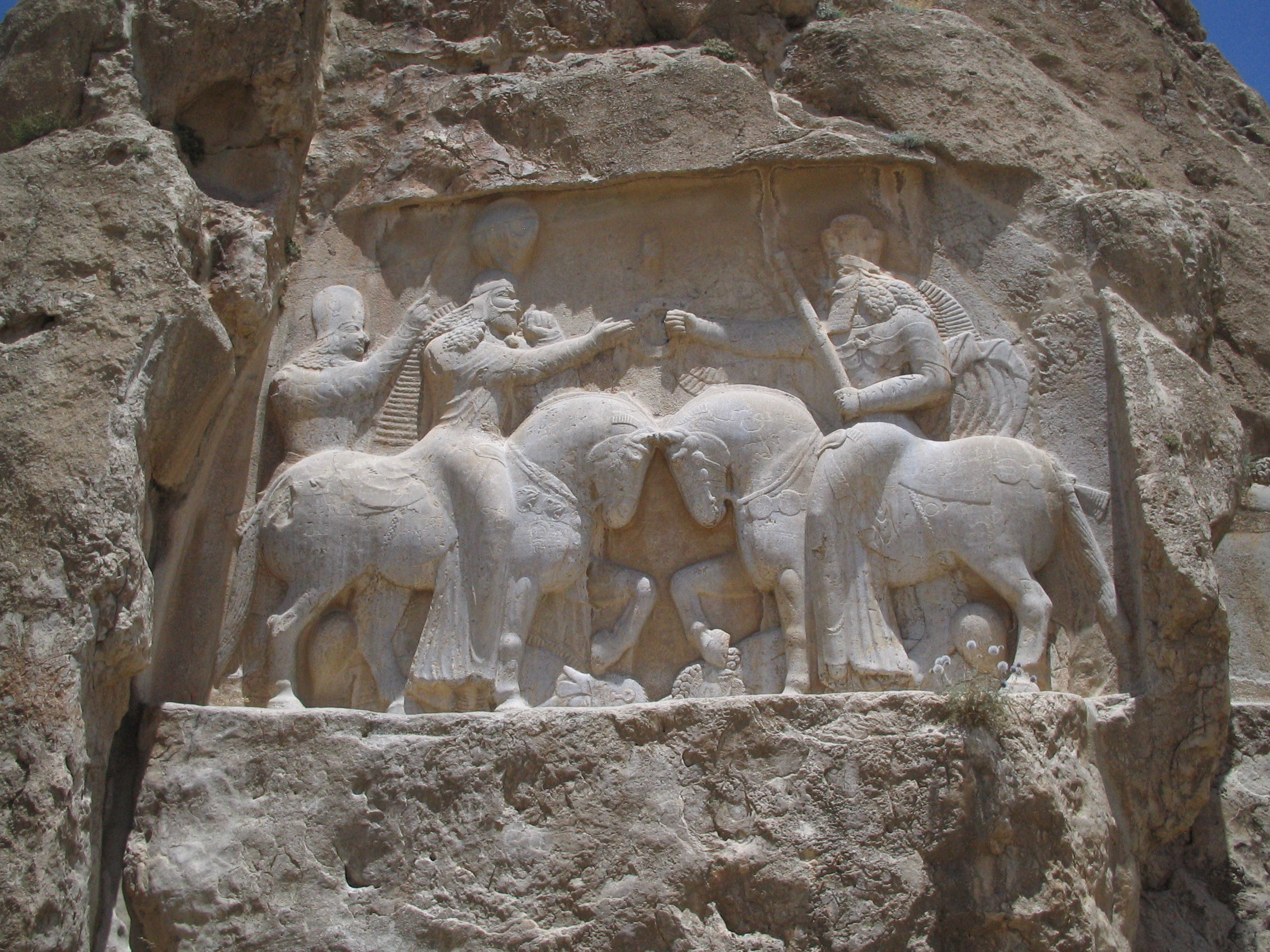
Couronnement d'Ardeshir I, à Naqsh-e Rostam.

La naissance de l’Armée sassanide (en persan : ارتش ساسانيان, Artesh-e Sāsānīyān) remonte à l'accession au trône de Ardachîr Ier quand celui-ci définit un objectif militaire clair destiné à restaurer l'Empire perse en formant une armée permanente sous son commandement personnel et dont les officiers étaient séparés des satrapes, princes locaux et nobles. Il restaura les organisations militaires achéménides, conserva la cavalerie parthe, et employa de nouveaux types d'armures et d'armes de siège. Ce fut le début d'une armée qui le servit, lui et ses successeurs, pendant plus de 400 ans, et qui fera des Sassanides, avec l'Empire romain et plus tard l'Empire byzantin, l'une des superpuissances de l'Antiquité tardive, défendant l'Eranshahr (Iran), à l'est, contre les nomades d'Asie centrale comme les Hephthalites et les Turcs, et à l'ouest, contre l'Empire romain, et plus tard l'Empire byzantin. 

## Armée
Dans leur manière de faire la guerre, les Perses de la période sassanide ne différaient pas énormément de ceux de la dynastie des Achéménides. Les principales évolutions furent l’abandon presque complet du char et l’utilisation intensive d’éléphants de guerre, qui devinrent une force maîtresse. Quatre corps d’armés principaux, chacun à un niveau différent, furent institués. Dans l’ordre d’importance, il y avait : les éléphants, la cavalerie, l’archerie, et l’infanterie.

### Grade
- Eran Spahbod : commandant en chef
- Spahbod : officier en chef
- Marzban : commandant des gardes frontières
- Poshtikban Salar : chef de la garde royale
- Iran anbaraghbad : chef de l'approvisionnement de l'armée
- Stor-bezashk : chef du service des vétérinaires qui s'occupent des montures de la cavalerie d'élite.
- Payygan Salar : chef de la division d'infanterie
- Savaran Sardar : chef de division de la cavalerie

### La cavalerie

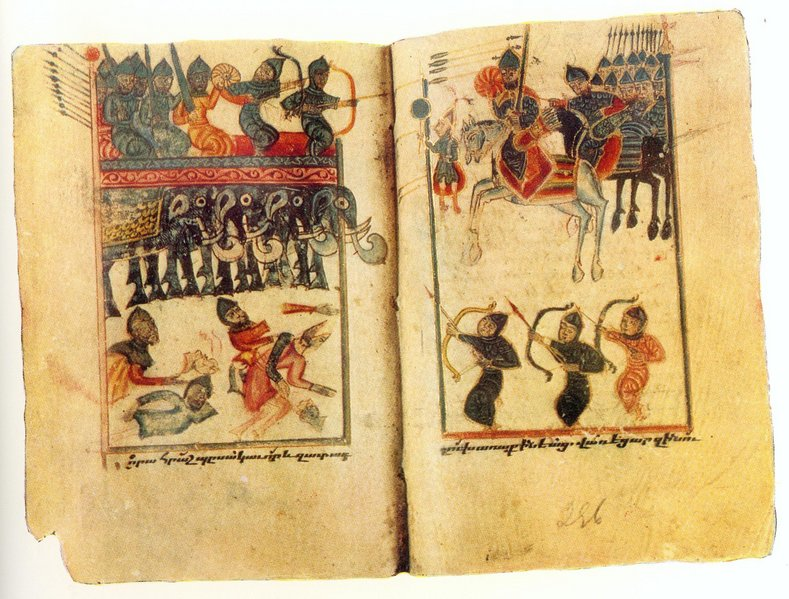
Miniature arménienne médiévale représentant les éléphants de guerre perses sassanides à la bataille d'Avarayr.

La colonne vertébrale de l’armée (Spah سپاه ) sassanide était la cavalerie lourde cuirassée. Celle-ci était composée de soldats d’élite issus de la noblesse, solidement entraînés pour obtenir efficacité et discipline[réf. nécessaire]. La cavalerie sassanide, son équipement, son organisation, ses tactiques ont été copiés par les Romains, puis les Arabes et les Turcs. Ainsi, les Romains, souvent opposés dans des guerres récurrentes, à des adversaires alignant des corps d’éléphants de combat, comme les Sarmates et les Perses sassanides (ainsi que leurs prédécesseurs parthes), adaptèrent leur organisation militaire et leurs tactiques de bataille autour de l’utilisation d’unités de cavalerie lourde qu’ils appelèrent clibanarii. Le modèle palmyrien/sassanide fut particulièrement influent. Le terme romain clibanarii apparaît pour la première fois dans la Vita Alexandri Severi (56.5) de l’Historia Augusta, un ouvrage de la toute fin du IVe siècle de notre ère.
Shapur II réforma l’armée en adoptant cette cavalerie plus cuirassée et plus efficace. Ces unités montées étaient cuirassées par d’épaisses plaques de fer couvrant le corps entier qui les faisaient ressembler à des statues de fer se déplaçant. Certains étaient armés de lance (les cataphractaires) et d’autres (les clibanarii) avec des épées ou des masses d’armes. Il y a des descriptions de cavalerie, une des mieux préservés est sur un soubassement de roche à Taq-e Bostan où Khosro II est sur son cheval favori Shabdiz.
L’armement des cavaliers des corps cuirassés (clibanarii  et cataphractaires) de l’armée sassanide était composé de:
- casque, haubert (Pahlavi griwban), pectoral, gantelet (Pahlavi abdast), la ceinture, cuissardes (Pahlavi ran-ban) l'épée, la masse d’arme, arc à double courbure et double corde, carquois de 30 flèches, deux cordes de rechange et l'armure de cheval (zen-abzar).

Pour les "cataphractaires" il fut parfois ajouté un lasso (kamand), ou une fronde. 
En plus de la cavalerie lourde cuirassée, il y avait une cavalerie plus légère qui n’était pas composée de Perses sassanides mais recrutée parmi leurs alliés et complétée par des mercenaires. Les Gelaniens (Guilani), Albaniens, Hephtalites, Kouchans et les Khazars furent les principaux pourvoyeurs de cette cavalerie légère ou moyennement cuirassée. Ils furent une partie essentielle du spath (l’armée sassanide) à cause de leur endurance et de leur vitesse sur le champ de bataille.
Il est possible que la cavalerie légère était destinée essentiellement aux batailles avec les tribus d'Asie centrale, tandis que la cavalerie plus lourde a été utilisée lors de rencontres avec Rome.
En bref, il y avait les classes de troupes de cavalerie mobile suivantes :
- la garde perse des Immortels
- le régiment Savaran des nobles Azadan (cavalerie d’élite décrite comme l’ordre de chevalerie perse)
- Éléphant de guerre
- Cavalerie légère (archers montés)
- Cavalerie moyenne (cavalerie légèrement cuirassée armée avec lances et boucliers)
- Cavalerie Clibanarii (cavalerie lourde armée avec des masses et des épées)
- Cavalerie Cataphractaire (cavalerie lourde armée avec des lances)

Il semble que les Sassanides aient également conservé un autre héritage militaire de leurs aïeux achéménides, à savoir celui des Immortels, troupes d'élite chargées à la base de protéger le souverain perse sur le champ de bataille. Cette hypothèse, donne  lieu à des désaccords entre historiens.

## Éléphants de guerre
Ces deux types d’unités de cavalerie étaient appuyés par les éléphants de guerre et les corps d’élite d’archers qui déversaient des pluies de flèches sur les rangs ennemis. Le régiment d’éléphants était la pièce maîtresse de l’armée. Il était recruté en Inde mais ne fut à aucun moment vraiment nombreux. Dans les premières batailles contre les Arabes, la victoire fut attribuée principalement à l’action des éléphants de guerre. On considérait que leur efficacité était meilleure en terrain plat et ouvert, mais leur valeur était telle que, même dans les contrées plus difficiles, montagneuses ou boisées, où les armées perses ont opéré, les éléphants accompagnaient toujours la marche des troupes perses, et des efforts étaient faits pour fabriquer des routes praticables pour les éléphants. Le corps des éléphants était sous le commandement d’un officier spécial, appelé le Zend−hapet, ou « Commandant des Indiens », sûrement parce que les bêtes étaient originaires de l’Inde ou qu’elles étaient soignées par personnes venant de l’Hindustan. Ces animaux géants faisaient office de tours d’assaut mobiles causant la panique dans les rangs ennemis et créant des espaces sur les champs de bataille que la cavalerie exploitait à son avantage.

## L’infanterie

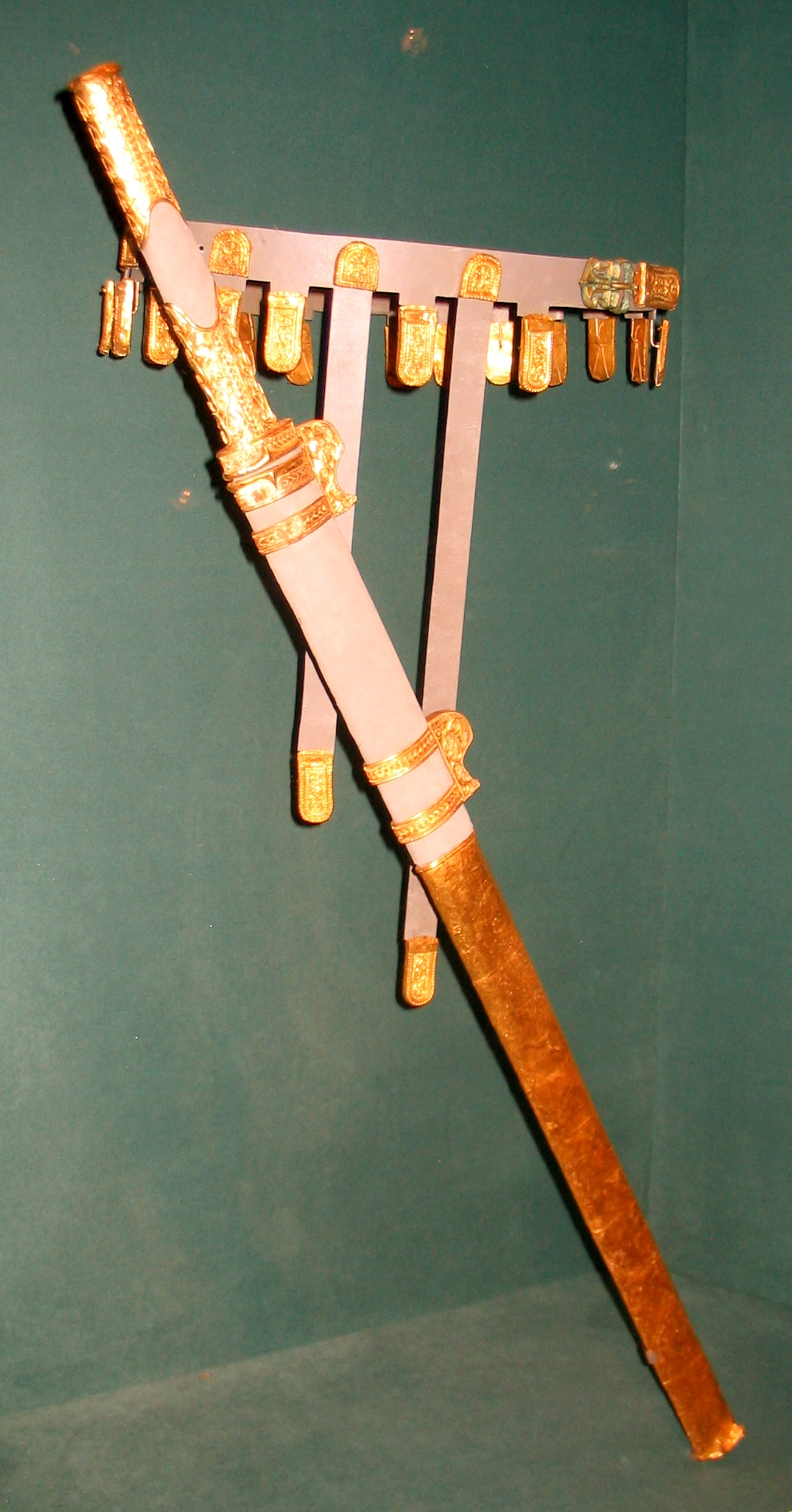
Épée sassanide en or avec ceinturon.

L’infanterie perse sassanide fut en majorité des lanciers légèrement cuirassés, bien que dans certaines batailles des fantassins lourds fussent déployés. Cette infanterie entraînée, bien payée, lourdement armée (portant l’épée ou la masse d'arme), était l’égal des légions romaines. Les soldats venant des provinces perses de Daylam et de Sogdiane étaient réputés pour être les meilleurs fantassins.
Les archers étaient considérés comme l’élite de l’infanterie. Ils étaient entraînés à décocher leurs flèches à grande cadence, sur une cible immanquable. Les très grands boucliers, adoptés par les armées des Achéménides sur le modèle assyrien, étaient toujours en usage. Derrière ces lignes de boucliers fixés au sol formant un mur, les archers sassanides utilisaient leur arc avec efficacité jusqu’à ce que leurs réserves de flèches soient épuisées. Parfois, les archers, au lieu de combattre en ligne, étaient efficacement combinés à la cavalerie lourde. Ils harcelaient leurs ennemis par des tirs ininterrompus en relative sécurité au milieu de la cavalerie lourde que les légions romaines hésitaient à charger. S'ils étaient obligés de fuir, ils couvraient leur retraite en tirant en arrière. Leur redoutable efficacité était proverbiale chez les Romains. L'infanterie était divisée en plusieurs types :
- Daylami (Infanterie lourde)
- Paygan (infanterie moyenne armée de lances et de grands boucliers)
- Lanciers Levite (piquier léger)
- Kamandaran (archers d’élite à pieds)
- lanceurs de javelot kurdes

### Les engins de siège
Les Sassanides (à l’opposé de leurs prédécesseurs parthes) avaient mis en place et amélioré des machines de siège pour prendre des villes fortifiées. Plusieurs de ces méthodes ont été apprises des Romains, mais rapidement, les Sassanides furent leurs égaux, non seulement dans l’utilisation d’engins de siège offensifs, comme les scorpions, balistes, les béliers, mais aussi par des tactiques de défense de leur fortifications pour utiliser et répliquer aux catapultes, pour jeter sur les assaillants des pierres, des tisons ou des liquides bouillants[réf. nécessaire].
- Scorpion
- Bélier (machine de guerre)
- Onagre (engin)

### La noblesse Azadan

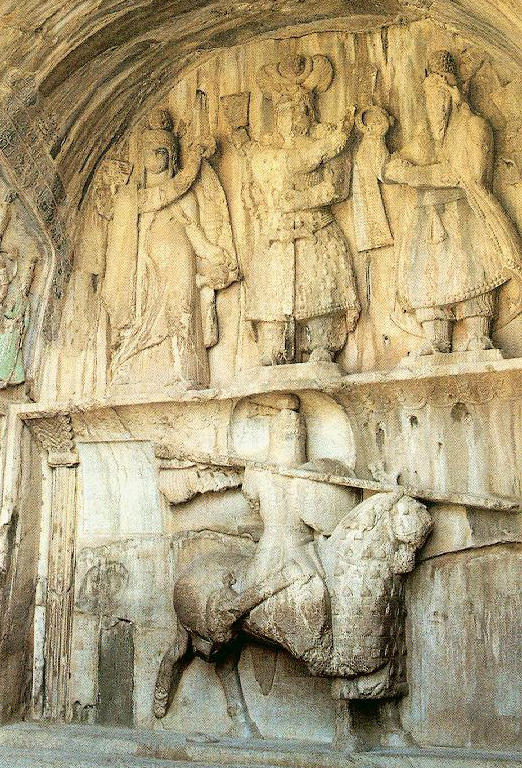
Description (en bas) de l'idéal la cavalerie sassanide Clibanarii équipement dans les bas-reliefs monumentaux à Taq-e Bostan.

Ce degré de noblesse a été créé du temps des Parthes, et prolongé par les Sassanides qui les estimaient. Ils accompagnaient le roi pendant les guerres et ont résisté aux envahisseurs avec courage et discipline. Ils sont clairement les précurseurs et les fondateurs des « Chevaliers » arabes un peu plus tard. Les Azdans ou Azadans (en persan : آزادان, les hommes libres), descendants des Aryens[réf. nécessaire], encadraient la masse des paysans. Les Azadans formaient une aristocratie dont étaient issus les administrateurs locaux, vivant pour la plupart sur de petits domaines et fournissant les principaux effectifs de la cavalerie sassanide, épine dorsale de l’armée. L’un des plus prestigieux régiment était le régiment cuirassé « Aswaran » (en persan : اسوران) qui était souvent décisif dans l’issue d’une bataille.
Malgré leur chute devant les Arabes musulmans au VIIe siècle de l'ère chrétienne, l’héritage et la marque du « Savaran » en Inde, dans le monde musulman et en Orient est très présente[réf. nécessaire]. C’était l’élite de la cavalerie sassanide qui fut précurseur des Faris arabes, des suwar indien (dérivant des Perses savar) ou des Turcs tarkhans.
En effet, la cavalerie lourde musulmane, comme les ghulams et mamelouks, pourraient être des descendants directs de la cavalerie clibanarii, puisqu’ils utilisaient les mêmes armes et les mêmes tactiques[réf. nécessaire].
Les dépenses pour entretenir les chevaliers Azatan du « Asawaran » nécessitaient un fief pour les couvrir, et ils étaient attribués aux Azatan par le roi, et en retour les Azatan étaient les plus ardents défenseurs du trône.